# Venezuelaborsttyrann
Venezuelaborsttyrann (Pogonotriccus venezuelanus) är en fågel i familjen tyranner inom ordningen tättingar.

## Utbredning och systematik
Fågeln förekommer enbart i kustnära bergsområden i norra Venezuela (Carabobo till Distrito Federal). Den behandlas som monotypisk, det vill säga att den inte delas in i några underarter.

## Status
IUCN kategoriserar arten som nära hotad.